# Hắc Thủy
Hắc Thủy (chữ Hán giản thể: 黑水县, âm Hán Việt: Hắc Thủy huyện) là một huyện thuộc châu tự trị A Bá, tỉnh Tứ Xuyên, Cộng hòa Nhân dân Trung Hoa. Huyện này có diện tích 4356 km2, dân số năm 2000 là người. 56.273 người, là huyện tập trung dân số người Tạng và người Khương của Tứ Xuyên với người Tạng chiếm 85% dân số.. Mã số bưu chính của huyện là 623500 Huyện lỵ Hắc Thủy đóng ở trấn Lư Hoa. Huyện này được chia thành các khu Lư Hoa, Tri Mộc Lâm, Tây Nhĩ và Duy Cổ.